# De geduldsteen
De geduldsteen is een sprookje uit Turkije.

## Het verhaal
Lang geleden leefde er een rijke koopman, hij weet zelf niet meer hoe rijk hij eigenlijk is. Hij heeft geen kinderen en zijn vrouw en hij hebben geen plezier in het leven. Op een dag komt hij een oude derwisj tegen op straat en deze vraagt waarom hij zo bedroefd is. De man vertelt dat God hem veel geld en goederen heeft gegeven, maar een kind is niet gekomen. De derwisj vertelt dezelfde nacht tweemaal tot God te bidden en dan zal een dochter komen. Tot haar zevende jaar zal ze van de man zijn, maar na het zevende jaar is ze van hem. Ook mag ze geen naam krijgen, voordat hij opnieuw verschijnt. De derwisj verdwijnt en de man doet wat er gezegd is, na negen maanden bevalt zijn vrouw. Het echtpaar vraagt zich af hoe ze het meisje ooit weg zullen moeten geven en sombere gedachten houden hen bezig.
Het kindje wordt zeven en heeft geen naam, de derwisj is nog nooit gekomen en de ouders besluiten dat het kind naar school moet. Ze zeggen de gebeden van de eerste schooldag, maar het dochtertje komt na de eerste dag huilend thuis. Ze vraagt waarom ze geen naam heeft, iedereen plaagde haar. De ouders vertellen het verhaal van de derwisj en het meisje voelt een scherpe pijn, maar zegt niets en gaat weer naar school. Ze ondergaat de plagerijen van de andere kinderen geduldig. Als ze op een dag naar huis loopt, staat opeens een derwisj voor haar. Hij vertelt dat haar naam Sitti Nusret is en ze moet dit tegen haar ouders zeggen. Ook moet ze vragen of de ouders zich aan hun belofte houden.
Thuisgekomen vergeet Sitti Nusret dit en de volgende dag komt de derwisj weer en vraagt waarom ze het vergeten is. Ze doet een handvol kiezelstenen in haar zak en als het kindermeisje 's avonds zal vragen wat ze daar mee moet, zal ze het zich wel herinneren. Het meisje gaat naar huis en het kindermeisje haalt de steentjes uit haar zak, waarna het meisje meteen naar haar moeder rent en zegt dat ze Sitti Nusret heet. Ook vertelt ze dat de derwisj zich afvroeg of de ouders zich aan hun belofte zouden houden en ze huilen de hele nacht bij het bed van hun dochter. Er wordt aangebeld en de derwisj staat met een paard voor de deur. De ouders zetten hun dochter op het paard en het meisje moet haar ogen dichtdoen. 
Als ze haar ogen weer opent, zijn ze bij een groot kasteel en ze gaan naar binnen. Er ligt in de eerste kamer een gebedskleedje, een rozenkrans en een koran. Vader derwisj gaat zitten, doet zijn buigingen en leest in de koran. Daarna toont vader derwisj het meisje het hele kasteel, maar waarschuwt één deur niet te openen. Het meisje wordt goed opgevoed, maar ziet geen enkel ander levend wezen dan vader derwisj. Op een dag doet ze de verboden deur open als vader derwisj er niet is en ze ziet een kerkhof. Achter een grafsteen zit vader derwisj en hij eet de lever van de overledenen op. Sitti Nusret schrikt vreselijk en in haar haast om weg te komen, verliest ze haar zilveren enkelbandje. Als vader derwisj thuiskomt, zit ze huilend in haar kamer en zegt alleen wat hoofdpijn te hebben.
Vader derwisj vraagt waar haar enkelbandje is en ze zegt dit niet te weten. Dan vraagt vader derwisj hoe ze hem kent, en ze vertelt dat hij een goed man is die zijn gebeden doet, de koran leest en de rozenkrans bidt. Elke dag vraagt vader derwisj wat ze met haar enkelbandje heeft gedaan en hoe ze hem kent, en elke dag krijgt hij hetzelfde antwoord. Sitti Nusret wordt dertien en de derwisj vraagt of het niet tijd is haar vader te zien. Ze wil dit graag en de derwisj verdwijnt, hij komt terug in het uiterlijk van haar vader en vraagt hoe het met het meisje gaat. Ze zegt het heel goed te hebben en er komt geen enkele klacht over haar lippen. De derwisj komt terug en vraagt waar het enkelbandje van Sitti Nusret is en hoe ze hem kent, waarna hij het gebruikelijke antwoord krijgt.
Op een dag vraagt de derwisj of hij de moeder van Sitti Nusret zal halen en het meisje is erg blij. De volgende dag verschijnt de derwisj in de gedaante van haar moeder, ze omhelzen elkaar en de moeder vraagt hoe alles gaat. Het meisje antwoordt dat ze een goed leven heeft. De derwisj verschijnt later in de gedaante van haar tante en het meisje geeft hetzelfde antwoord. Sitti Nusret wordt zeventien en de derwisj zegt dat het tijd is om naar huis te gaan. Hij zet haar op zijn paard en vraagt haar ogen te sluiten, waarna ze voor het huis van haar ouders staan. De derwisj is verdwenen en de moeder en vader zijn zo blij alsof ze opnieuw geboren was.
Sitti Nusret is mooi, lief en voorbeeldig. Ze bidt elke dag haar gebeden, leest de koran en is altijd aan het werk. Haar vader en moeder wensen dat ze gaat wandelen en ook eens plezier maakt, maar die dingen trekken haar niet aan. De moeder nodigt alle kinderen van de buurt uit en vraagt of haar dochter zich komt vermaken met de meisjes in de tuin. De zoon van de padisjah kijkt net uit het raam en ziet het meisje, dat zich net gewassen heeft, bidden. Ze pakt de koran en gaat onder een boom lezen en de prins is verbaasd. Hij vraagt zijn moeder of er toch nog goede meisjes zijn in deze tijd en wil het meisje als vrouw. Zijn moeder gaat als koppelaarster naar het huis en vraagt de hand van de koopmansdochter. 
Haar ouders geven het meisje weg voor het welzijn van de prins en er wordt veertig dagen en veertig nachten feestgevierd. In het paleis is iedereen tevreden met Sitti Nusret en na een tijdje is ze in verwachting geraakt. Twee maanden voor de geboorte gaat haar prins naar Mekka op bedevaart, hij moet dit om de twee jaar doen, en laat zijn vrouw en ongeboren kind onder de hoede van zijn moeder achter. Toen de dag en het uur van de geboorte waren gekomen, werd er een jongen geboren. De koningin doet een Masjallah-geluksplaatje met een diamant om het hoofd van de baby. 's Nachts schrikt Sitti Nusret wakker en ziet hoe de muur zich opent en vader derwisj verschijnt. Met een vinger smeert hij bloed om de mond van de jonge moeder en neemt de baby mee.
De koningin komt 's ochtends in de kamer en weet niet wat ze ziet, de baby is weg en er zit bloed om de mond van Sitti Nusret. Ze vraagt wat er aan de hand is, maar Sitti Nusret zwijgt in alle talen. De moeder weet hoe belangrijk Sitti Nusret voor haar zoon is en besluit niets te vertellen, ze doet alsof het kindje gestorven is. De prins komt terug en hoort dat zijn zoon is gestorven, hij hoort van zijn moeder dat hij en zijn vrouw opnieuw een kind kunnen verwekken. Sitti Nusret wordt weer zwanger en de prins gaat twee maanden voor de bevalling opnieuw op bedevaart. Sitti Nusret baart opnieuw een zoon en de koningin hangt een amulet van de prins om de hals van het kindje. 
's Nachts blijft ze in de kraamkamer om op het kindje te letten, maar valt rond middernacht in slaap. Als ze wakker wordt is het kindje verdwenen en ze ziet opnieuw bloed om de mond van de jonge moeder. Ze vraagt wat er aan de hand is, maar Sitti Nusret zwijgt en opnieuw vertelt ze haar zoon dat het kindje is gestorven. Na twee jaar gaat de prins weer op bedevaart en Sitti Nusret brengt een dochter ter wereld en de koningin legt een hoofddoek met een rand van pareltjes over haar hoofdje. Ze houdt de baby zelf op schoot en houdt haar stevig vast, maar valt in slaap en tot haar grote verbazing is het kind verdwenen als ze wakker wordt. Weer ziet ze bloed op het gezicht van Sitti Nusret en ze kan niet langer zwijgen.
Ze zegt dat het meisje dat is opgegroeid in de bergen een kannibaal is en wil haar niet langer beschermen. Ze kijkt haar schoondochter niet meer aan en als de prins terugkomt, vertelt ze dat zijn vrouw een halve wilde is en haar drie kinderen heeft opgegeten. De prins vertrouwt zijn moeder volledig en accepteert het noodlot. Hij wil Sitti Nusret niet terugsturen naar haar moeder en ze geven haar een kamer onder in het paleis. Hij wil haar gezicht niet meer zien en het meisje ondergaat haar lot geduldig en buigt haar hoofd. De koningin zoekt een nieuwe vrouw voor haar zoon en hij verlooft zich met de dochter van de vizier. Na zijn volgende bedevaart zal de bruiloft plaatsvinden en hij zal geschenken voor iedereen in het paleis meenemen.
De prins wil ook iets meenemen voor Sitti Nusret en een dienares vraagt haar wat zij verlangt. Sitti Nusret begint te huilen en vraagt om een kam, een potlodenmesje en een geduldsteen. De prins schrijft alle wensen in een schrift en na drie maanden komen geluksbodes vertellen dat de prins terugkeert van zijn bedevaart. De prins deelt de cadeautjes uit en het bruiloftsfeest begint. Het baden van de bruid zal plaatsvinden en de prins vraagt zijn moeder om Sitti Nusret daarbij aanwezig te laten zijn. Sitti Nusret gaat vol verdriet naar het badhuis en gaat zitten bij een waterbekken in een afgelegen hoek. Ze legt haar cadeaus op de stenen rand en wil haar leed aan de Geduldsteen vertellen. Als deze alles kan verdragen zal zij dit ook in de toekomst kunnen.
Ze vertelt over haar ouders en het vervallen kasteel op de berg, waarna ze de Geduldsteen vraagt of hij dit had kunnen verdragen. De steen zwelt op en ze vertelt over de verboden deur en vader derwisj die levers at op een kerkhof. Ze vertelt dat ze het geheim bewaard heeft en bij hem gebleven is. Opnieuw vraagt ze de Geduldsteen of deze dit had kunnen verdragen en de steen wordt nog iets dikker. Het meisje vertelt dat ze terugkeerde naar haar ouders en is weggegeven aan de prins. Ze was erg gelukkig, maar vertelt over de verdwijning van haar kind en vraagt zich af of de steen dit had kunnen verdragen. De steen zwelt, waarna ze over haar tweede kind vertelt en de steen zwelt nog meer. Ze vertelt over haar derde kind en de beschuldigingen van haar schoonmoeder. De steen is nu wel heel erg dik en als ze vertelt over de opsluiting en het nieuwe huwelijk van haar man, knapt de steen open.
Sitti Nusret pakt een mes, hoe kan zij dit verdragen als de Geduldsteen het al niet kan. Ze zet het mes op haar borst en wil zich in het hart steken, maar vader derwisj verschijnt en pakt haar bij de pols. Ze heeft getoond dat ze zijn dochter is en hij heeft alles gedaan om haar te beproeven. Hij kust haar gezicht en ogen en wenst dat zij hier en in het hiernamaals wordt geacht en dat alles gemakkelijk zal gaan. Hij geeft haar kinderen terug en de oudste is zeven, de middelste vijf en de jongste drie jaar oud. Ze dragen de amuletten en vader derwisj zegt dat ze alle grote etenspotten vol met stenen en aarde moeten stoppen. Ze moeten de borden en schalen breken en naar niemand luisteren. Ze moeten roepen dat ze naar hun vader de prins willen en Sitti Nusret moet haar prins boven aan de trap opwachten.
De kinderen zetten het hele paleis op stelten en de opperkok ziet dat de ketel vol met zerde nu vol zit met aarde. De ketel met pilav zit vol met stenen en de duivelse kinderen jammeren om hun vader de prins. Ze breken alle borden en schalen en zetten de tafels ondersteboven. De koningin komt kijken en ziet dat de oudste kinderen op haar zoon lijken en de jongste op Sitti Nusret. Ze ziet het masjallah-plaatje, het amulet en het doekje en laat de prins roepen. De kinderen storten zich op hun vader en zeggen dat hun moeder op hem wacht. De prins vraagt Sitti Nusret van wie de kinderen zijn en ze zegt dat hij dit aan henzelf moet vragen. 
De kinderen vertellen dat de prins hun moeder onrechtvaardig heeft behandeld. Het is gebruikelijk dat kinderen de eerste jaren bij de moeder van de moeder opgroeien. De prins valt aan de voeten van Sitti Nusret en vraagt vergiffenis. Hij belooft de andere bruid voor eeuwig een broer voor haar te zijn en laat haar teruggaan naar haar ouders. Hij en Sitti Nusret leven nog lang en gelukkig, ze hebben hun doel bereikt en hun wensen zijn vervuld.

## Achtergronden

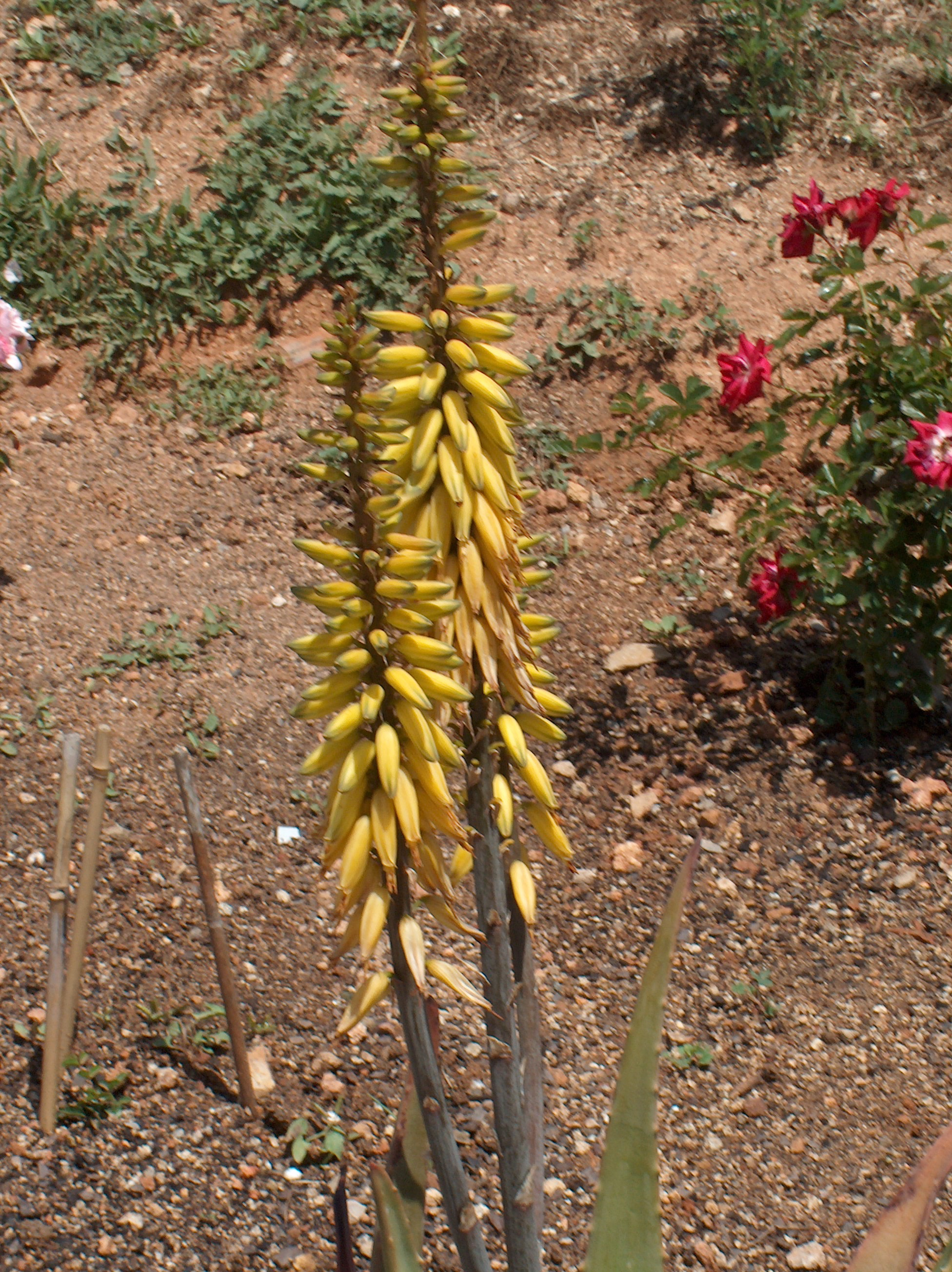
Gele aloë vera; het Gele Geduld

- Het sprookje werd verteld door de moeder van Pertev. B. Sidika Boratav in 1928, zij had het in haar jeugd gehoord in Kilis. Het sprookje verscheen in Zaman zaman içinde van P.N. Boratav, 1957.
- Het sprookje is bekend in Kastamonu, Istanboel, Ankara, Adakale, Sivas, Develi, Kaiseri en Tunceli.
- Het geduld van Sitti Nusret (Godelieve) wordt door een derwisj op de proef gesteld. Het beoefenen van geduld heeft een specifieke en belangrijke plaats in de mystiek. De derwisjen waren hierin meester, zij werden met eerbied en gastvrijheid ontvangen. Het magische karakter van derwisjen komt vooral in volksverhalen tot uiting, zie ook Het is woensdag, woehoensdag.
- Er is grote gelijkenis met Het kind van Maria uit West-Europa. Ook hier is sprake van een verboden deur (zoals ook in Blauwbaard voorkomt) en een vergulde vinger. Maria wordt beschuldigd van het opeten van haar eigen kinderen. Straf en berouw leiden in tot een goede afloop. In dit sprookje is het einde goed, doordat Sitti Nusret ondanks alle ontberingen het geheim van vader derwisj bewaart.
- In De zes zwanen smeert de schoonmoeder bloed om de mond van de jonge moeder, hier spelen sterrenbloemen een grote rol.
- De kinderen verwijten hun vader zomaar op verhalen van anderen te zijn afgegaan, zonder hun moeder iets gevraagd te hebben. Dit slaat op de vreselijke effecten van roddel.
- De aloë vera heet in het Turks het Gele Geduld. De Geduldsteen verwijst naar de bloeiwijze van de aloä, na lang rijpen en zwellen gaat de bloemknop met een knal open. Planten spelen vaker de rol van amulet, zoals de linde in De ware bruid. In dat sprookje worden drie prachtige gewaden verborgen onder een steen.
- Een oger is een menseneter, in Klein Duimpje eet hij zijn eigen kinderen op door een list van Klein Duimpje.
- Een geheim niet vertellen is belangrijk is sprookjes. Soms wordt een geheim aan de kachel vertelt, zodat anderen het door de schoorsteen kunnen horen. Vergelijk ook De ganzenhoedster en Vleerken vogel.
- Er zit driemaal bloed om de mond van de jonge moeder, drie druppels bloed komen ook voor in De trouwe Johannes (KHM6), Vrijer Roland (KHM56) en de Parzival-sage en verwijzen naar het verleden. Er vloeit vaker bloed in sprookjes (zoals de moeder van Sneeuwwitje die zich prikt als ze over een kindje nadenkt, waarna druppels bloed in de sneeuw vallen).
- Amuletten spelen in sprookjes vaak een belangrijke rol, zie ook De draak met de zeven koppen.
- Echtparen met een kinderwens komen in veel sprookjes voor, zoals Kikkererwtje en Doornroosje. In enkele versies van Doornroosje wordt het meisje grootgebracht in het bos, ver van haar ouders. Ook Raponsje wordt weggegeven (in ruil voor een plant uit de tuin van de heks), zij wordt later hoogzwanger verstoten en in de wildernis wordt een tweeling geboren.
- De opdracht om te zwijgen komt ook voor in De twaalf broeders.
- Vergelijk De drie vogeltjes.
- In De timmermansdochter wordt de ware bruid pas herkend als ze peper en zout oproept en in Vrijer Roland wordt ze pas herkend als ze begint te zingen.
- Een padisjah is een Grote Koning, het equivalent in het Sanskriet is het cognaat kshetrapati.
- In de Ramayana wordt Sita meegenomen door Ravana. Als ze door Rama en zijn broer Lakshmana wordt bevrijd, wordt er getwijfeld aan haar eerbaarheid. Lakshmana raakt dodelijk gewond en kan alleen genezen worden met een kruid wat op de Himalaya groeit, Hanuman neemt dan de hele berg mee en Lakshmana wordt genezen. In enkele versies van het verhaal verstoot Rama Sita. Sita werpt zich op de brandstapel, maar wordt door Agni gespaard. Toch verstoot Rama haar, omdat ze veertien jaar in het harem van een ander heeft gewoon. Ze bevalt van een tweeling en pas veel later, als Sita al gestorven is, ontdekt Rama zijn eigen zonen in de wildernis en beseft dat Sita hem altijd trouw is gebleven.
- In Turkije gaan drie op de zes volksverhalen over het hebben van kinderen.
- Zie ook Mevlevi.